# Chappaqua (Nova York)
Chappaqua és una concentració de població designada pel cens dels Estats Units a l'estat de Nova York. Segons el cens del 2000 census tenia 11.009 habitants.

## Demografia
Segons el cens del 2000, Chappaqua tenia 9.468 habitants, 3.118 habitatges, i 2.687 famílies. La densitat de població era de 389,7 habitants per km².
Dels 3.118 habitatges en un 52,1% hi vivien nens de menys de 18 anys, en un 79,1% hi vivien parelles casades, en un 5,6% dones solteres, i en un 13,8% no eren unitats familiars. En l'11,6% dels habitatges hi vivien persones soles el 4,8% de les quals corresponia a persones de 65 anys o més que vivien soles. El nombre mitjà de persones vivint en cada habitatge era de 3,03 i el nombre mitjà de persones que vivien en cada família era de 3,27.
Per edats la població es repartia de la següent manera: un 32,8% tenia menys de 18 anys, un 3,2% entre 18 i 24, un 25,9% entre 25 i 44, un 29,4% de 45 a 60 i un 8,6% 65 anys o més.
L'edat mitjana era de 39 anys. Per cada 100 dones de 18 o més anys hi havia 91,8 homes.
La renda mitjana per habitatge era de 163.201 $ i la renda mitjana per família de 180.451 $. Els homes tenien una renda mitjana de 100.000 $ mentre que les dones 71.875 $. La renda per capita de la població era de 77.835 $. Entorn del 2,3% de les famílies i el 3,1% de la població estaven per davall del llindar de pobresa.